# Ózd
Ózd è una città dell'Ungheria di 33 493 abitanti (dati 2015). È situata nel nord del Paese, poco distante dal confine slovacco, nella contea di Borsod-Abaúj-Zemplén, 40 km a nordovest di Miskolc, la sede della contea.
È la seconda città più popolosa della contea.

## Storia
La zona è stata abitata fin dall'antichità, ma il villaggio di Ózd risulta menzionato per la prima volta nel 1272. La città moderna si venne a formare con l'unificazione di tre diverse realtà urbane - Ózd, Bolyok e Sajóvárkony - durante il Novecento comunista, quando l'economia della parte settentrionale della contea puntò soprattutto allo sviluppo dell'industria pesante, grazie anche alle varie miniere di ferro presenti nella zona.

## L'etnia rom
Ózd ha una consistente popolazione rom, di circa 1 025 persone. Stando al censimento del 2001, questa sarebbe la terza più vasta comunità rom in Ungheria. Oggi il 7% della popolazione cittadina si dichiara ufficialmente di etnia rom (tuttavia, alcuni sostengono che la vera entità della popolazione rom a Ózd si aggirerebbe intorno alle 13 000 unità, cioè il 37% degli abitanti).